# Бесєдін Сергій Фотійович
Сергій Фотійович Бесє́дін (8 жовтня 1901, Руська Лозова — 22 липня 1996, Харків) — український художник і педагог, професор з 1960 року; член Об'єднання сучасних митців України у 1929—1931 роках та Спілки радянських художників України з 1938 року.

## Біографія
Народився 25 вересня [8 жовтня] 1901 року в селі Руській Лозовій (нині Харківський район Харківської області, Україна). З 1910 року навчався у Харкові в трирічній початковій школі імені Олександра Пушкіна, яку закінчив з відзнакою; там же отримав перші навички рисунку в педагога О. С. Новикова. З 11 років працював у слюсарній майстерні, на чавуноливарному заводі, робітником на фабриці Закса.
У 1913—1916 роках навчався в Харківському ремісничому училищі. 1917 року обраний секретарем фабрично-заводського профспілкового комітету фабрики Закса. З початку 1920-х років працював на хіміко-фармацевтичній фабриці Галеника (нині — фармфірма «Здоров'я»). Директор заводу запросив професора Семена Прохорова для індивідуальних занять із молодим робітником. Протягом 1924—1929 років навчався у Харківському художньому інституті, де був учнем Олексія Кокеля, Семена Прохорова. Дипломна робота — картина «Футболісти» (керівник Михайло Шаронов).
З 1929 року викладав у Харківському художньому інституті. 1935 року був переведений на роботу в персональну творчу майстерню Миколи Самокиша, де працював до 1941 року. З 1943 року у Харківському художньому інституті обіймав посади: у 1944—1948 роках — ректора, у 1948—1960 роках — завідувача кафедри малюнка, у 1960—1963 роках — професора, завідувача кафедри живопису. Член КПРС з 1954 року. У 1963—1991 роках — професор, завідувач кафедри живопису Харківського художньо-промислового інституту.
З 1943 по 1996 рік мешкав у Харкові у будинку на вулиці Культури, № 9 (будинок «Слово»), квартира № 62. Помер у Харкові 22 липня 1996 року.

## Учні
- Бабочиєв Віктор Османович;
- Багдасарян Григорій Гайкович;
- Балановський Юрій Васильович;
- Баришников Револьд Володимирович;
- Бартосік Микола Григорович;
- Безнощенко-Лучковська Марія Георгіївна;
- Богомаз Петро Якимович;
- Бойченко Віктор Федорович;
- Болдирєв Володимир Степанович;
- Болюх Микола Федорович;
- Боня Григорій Васильович;
- Бунов Валентин Львович;
- Васягін Григорій Васильович;
- Вележева Ніна Олексіївна;
- Вербкін Дмитро Олександрович;
- Висоцький Олександр Дмитрович;
- Воловик Віктор Петрович;
- Вяткін Олександр Васильович;
- Гайдай Олександр Андрійович;
- Галич Юрій Ілліч;
- Галкін Григорій Сергійович;
- Гвоздинська Лариса Панасівна;
- Гвоздинський Віктор В'ячеславович;
- Глухих Олександр Гаврилович;
- Григор'єв Валентин Іванович;
- Грузберг Семен Борисович;
- Даниленко Віктор Якович;
- Демиденко Олександр Іванович;
- Дроздова Тамара Олександрівна;
- Дубинін Владлен Костянтинович;
- Елеон Надія Єфремівна;
- Ефроїмсон Ілля Якович;
- Євдокимов Віктор Олексійович;
- Єсюнін Олексій Ілліч;
- Жердзицький Євген Федорович;
- Жданов Михайло Юрійович;
- Журбій Олександр Петрович;
- Забашта Василь Іванович;
- Іваницька Лідія Іванівна;
- Іваницький В'ячеслав Едуардович;
- Івахненко Олександр Андрійович;
- Казарбін Мартем'ян Васильович;
- Каменной Сергій Миколайович;
- Константинова Ірина Кузьмівна;
- Константинопольський Адольф Маркович;
- Крижанівська Маргарита Миколаївна;
- Крижевський Григорій Зіновійович;
- Кузуб Іван Васильович;
- Курсін Микола Никифорович;
- Литвинов Віктор Іванович;
- Лозовий Василь Якович;
- Луньов Євген Анатолійович;
- Любавін Юрій Михайлович;
- Мальцев Петро Миколайович;
- Могилевська Ірина Сергіївна;
- Мозок Валерій Леонтійович;
- Муравський Микола Антонович;
- Панасюк Микола Іванович;
- Панич Ігор Васильович;
- Перепічка Володимир Іванович;
- Петров Володимир Іванович;
- Полонський Євген Павлович;
- Прийдан Іван Харитонович;
- Путейко Володимир Григорович;
- Пушкарьова Віола Олексіївна;
- Редін Павло Федорович;
- Роботягов Микола Павлович;
- Селіщев Іван Петрович;
- Сергеєва Ганна Геннадіївна;
- Солодовник Сергій Максимович;
- Стиль Леонід Михайлович;
- Тишкевич Григорій Антонович;
- Толоконникова Маргарита Миколаївна;
- Толочко Віктор Іванович;
- Чорнокнижний Григорій Петрович;
- Шматько Леонід Олександрович;
- Яценко Володимир Федосійович.

## Творчість
Працював у галузі станкового живопису (у реалістичному стилі писав жанрові та історичні картини, портрети) і станкової графіки. Велике місце у творчості посідала шевченківська тематика. Серед робіт:
живопис
- «Ленініана» (1927—1975);
- «Футболісти» (1929);
- «Вид на могилу Шевченка» (1931);
- «Вартовий на могилі Шевченка» (1931);
- «Шевченко на засланні» (1931—1932);
- «Домна» (1932, Харківський історичний музей)[5];
- «Жуковський біля ліжка пораненого Олександра Пушкіна» (1937, Національний музей «Київська картинна галерея»)[5];
- «На колгоспній пристані» (1958);
- «Володимир Ленін та Надія Крупська на вечорі, присвяченому 100-річчю з дня народження Тараса Шевченка в 1914 році у Кракові» (1963—1964, Національний музей Тараса Шевченка);

портрети
- «Автопортрет» (1927);
- «Художник Микола Самокиш» (1939, Національний художній музей України)[6]
- «Піонервожата» (1945, Харківський художній музей)[5];
- «Актор Іван Мар'яненко» (1947);
- «Художник Микола Ашихман» (1947);
- «Наташа» (1949, Національний музей у Львові);
- «Письменник Петро Панч» (1952);
- «Голова старого» (1953);
- «Колгоспниця» (1959);
- «Тарас Шевченко» (1960);
- «Портрет професора Георгія Лещенка» (1960);
- «Композитор Петро Гайдамака» (1976);
- «Автопортрет» (1979);
- «Професор Ф. Медведєв» (1980);
- «Співці ратного подвигу. Греков і студійці в майстерні Миколи Самокиша» (1972—1975).

графіка
- серія «Тарас Шевченко в Петропавлівській фортеці» (1937, автолітографія)
- «Тарас Шевченко малює портрет Айри Олдріджа» (1938, літографія)
- кольорові літографії, присвячені Тарасу Шевченку (1939—1961):
- серія «Восьма гвардійська дивізія імені генерала Івана Панфілова» (1943, олівець);
- «Портрет Героя Радянського Союзу Сидора Ковпака» (1946, автолітографія);
- серія «Тарас Шевченко в Петропавлівській фортеці» (1946, автолітографія);
- «Тарас Шевченко у Миколи Чернишевського» (1949, олівець; Національний музей Тараса Шевченка)[7];
- «Олександр Пушкін на Україні» (1950);
- «Портрет художника Василя Мироненка» (1951);
- «Тарас Шевченко у Чернишевських» (1952, вугілля, олівець; Національний музей Тараса Шевченка)[5];
- «Клятва краснодонців» (1953, автолітографія);
- «Петро Чайковський у М. І. Лисенка» (1954);
- «Тарас Шевченко серед прогресивних діячів російської культури» (1954, вугілля, олівець);
- серія «Велика дружба» (1954);
- серія «Володимир Ленін» (1956—1964, вугілля, олівець, гуаш);
- «Глінка на Україні» (1957);
- «Портрет старого в окулярах» (1958, олівець);
- «Портрет Тараса Шевченка» (1961, літографія)
- серія «Вони бачили Леніна» (1963);
- «Володимир Ленін та Олексій Горький» (1969, вугілля, олівець);
- «Слова Леніна» (1974).

Брав участь у міських виставках з 1927 року (Харків), республіканських — з 1932 року, всесоюзних — з 1939 року та зарубіжних, зокрема у Польщі у 1959 році, Німецькій Демократичній Республіці у 1960 році, Австрії у 1963 році. Персональні виставки відбулися у Харкові у 1972, 1996 і 2001 (ретроспективна) роках.
Крім вище згаданих музеїв роботи художника зберігаються в Одеському, Дніпровському, Полтавському художніх музеях, Шевченківському національному заповіднику у Каневі, Алуштинському історико-краєзнавчому музеї, Національній галереї Берліна.
Автор методичної праці «Художник-педагог», низки статей, надрукованих у журналі «Прапор»:
- «Художник правди» (про Тараса Шевченка; 1964, № 3);
- «Незабутнє» (про Миколу Самокиша; 1976, № 10–12);
- «Сіяч прекрасного» (про В. М. Чернова; 1977, № 8).

## Відзнаки
- Друга премія на міжнародній виставці літографії у Відні (1962; за портрет Миколи Островського)[2];
- Орден «Знак Пошани» (1971)[4];
- Орден Трудового Червоного Прапора[1];
- Почесна грамота Президії Верховної Ради Казахської РСР[1];
- Заслужений діяч мистецтв УРСР з 1970 року[1].

## Вшанування

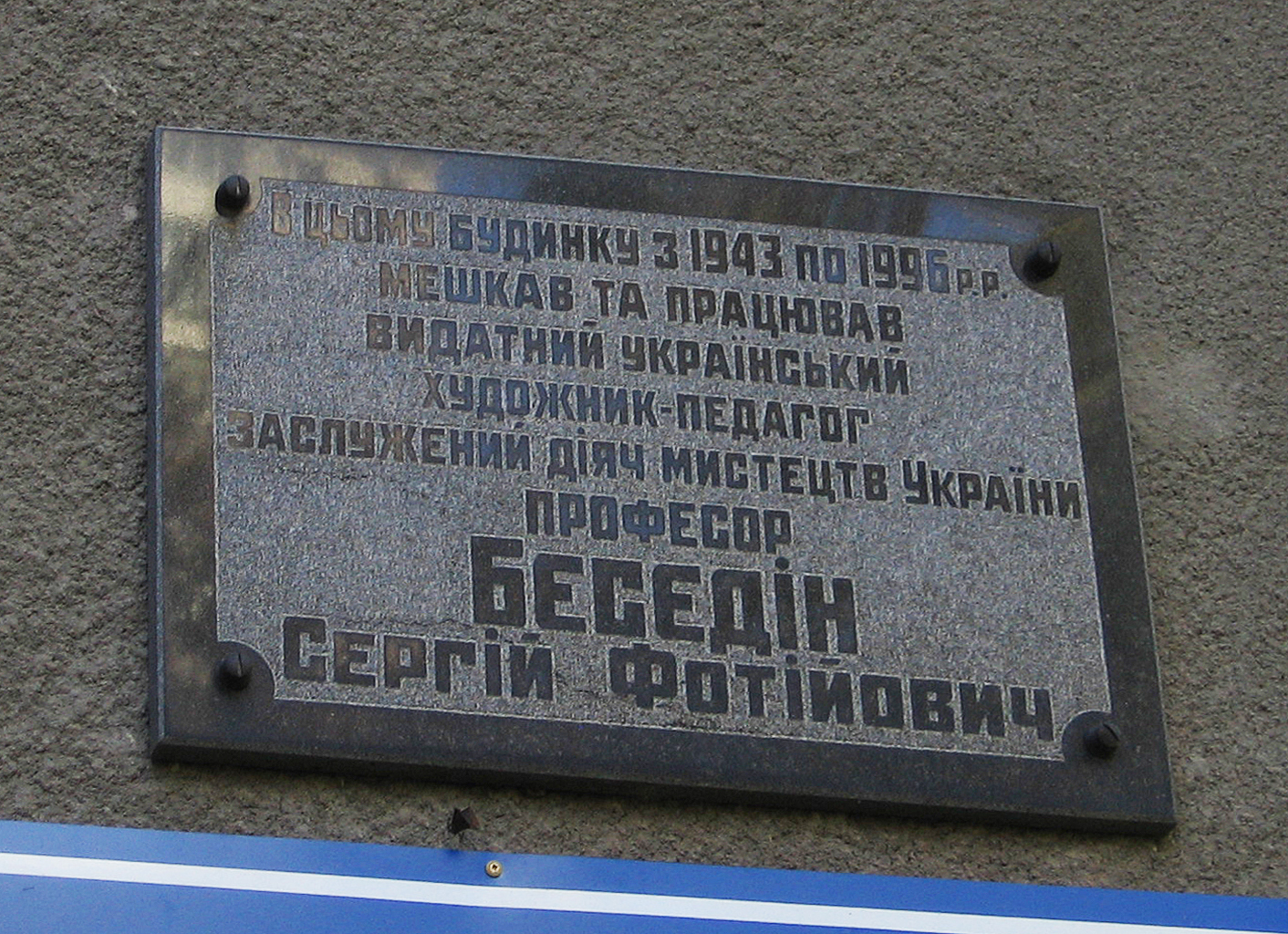
Меморіальна дошка.

- У 1967 році графічний портрет художника виконав художник Євген Єгоров[9];
- 23 жовтня 1998 року у Харкові, на фасаді будинку по вулиці культури № 9, де з 1943 по 1996 рік мешкав художник, встановлено гранітну меморіальну дошку[10];
- у 2001 році меморіальна дошка, присвячена педагогу, встановлена на фасаді будівлі Харківської державної академії дизайну та мистецтв (вулиця Червонопрапорна, № 8)[4].

## Література

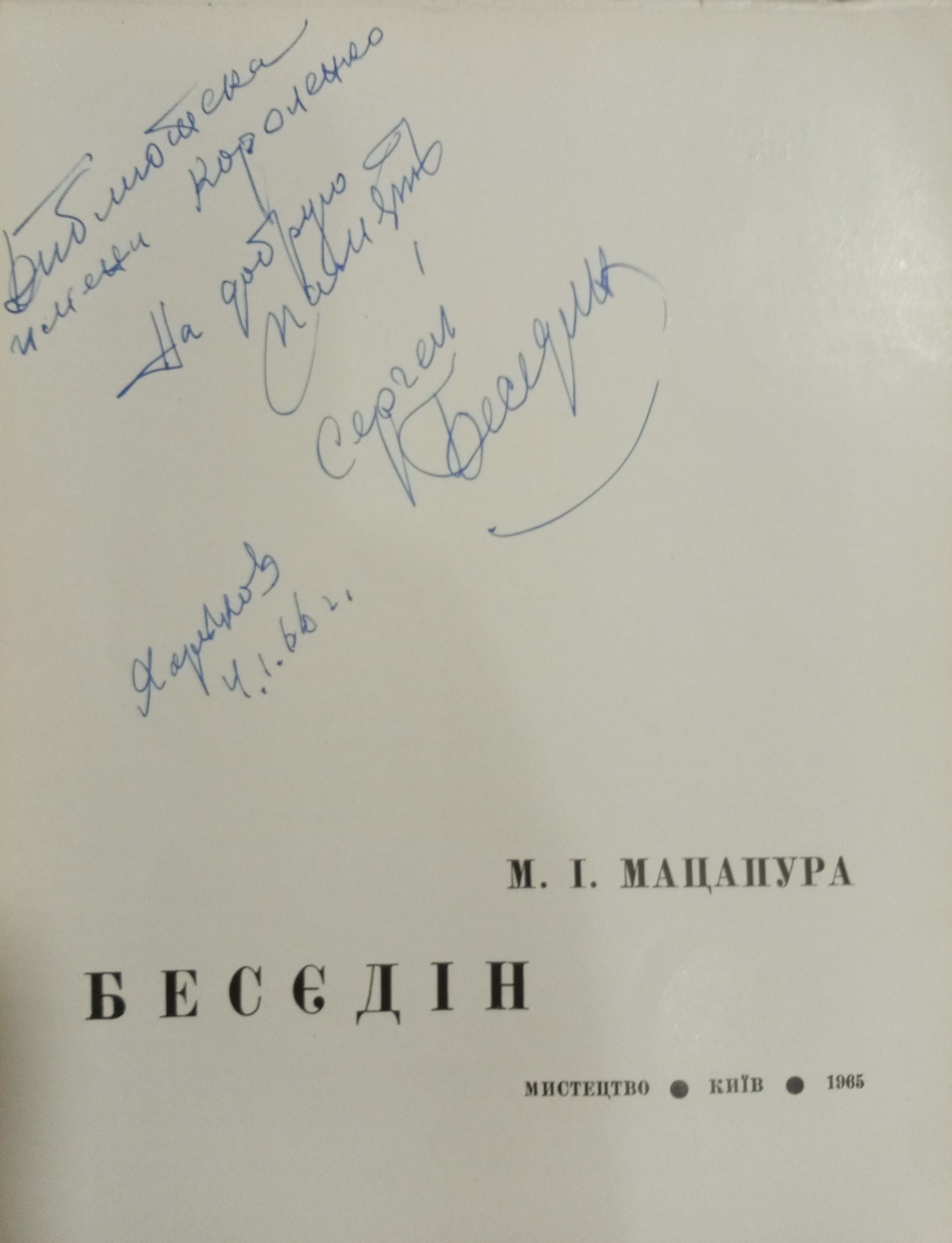
Книга Миколи Мацапури з дарчим підписом Сергія Бесєдіна.